# Maricahuin
Maricahuin (en lengua huilliche, Mari=Diez y Cahuin=Fiesta) es un apellido noble de origen huilliche de uso extendido en diferentes zonas del sur de Chile. 

## Origen
Los registros más antiguos provienen de la localidad llamada Pargua (en Chile), y corresponden a Angelino Maricahuín Curiñám, casado con Alejandrina Guerrero, quien fue poseedor de grandes extensiones de terrenos a través de una Merced. Con posterioridad a 1800, Maricahuin Curiñam habitó en Pargua, ya que su hijo menor, Erasmo Maricahuin Guerrero, nació el día 11 de abril del año 1915. Esas tierras actualmente son ocupadas por personas de variados apellidos, muchos de ellos casados con los Maricahuin.

## Dispersión
A principios del siglo XXI hay familias Maricahuin viviendo en las ciudades de Osorno, Puerto Montt, Punta Arenas, Aysén, Castro, Ancud, Iquique, Pargua y Calbuco. En el sector Calafates, Pargua Alto, se formó una comunidad indígena de descendientes (sólo en tercer grado) del abuelo Maricahuin Curiñam, la cual aún existe.

## Emparejamientos
Maricahuín, por el solo hecho de irse disgregando por diferentes zonas se ha ido emparejando con diferentes apellidos, tanto españoles como indígenas y otros. Por ejemplo: Maricahuin-Hernández; Maricahuín-Cañete; Maricahuín-Pérez; Maricahuín-Ancapichún; Alvarado-Maricahuín; Garrido-Maricahuín; Ruiz-Maricahuín; Velásquez -Maricahuín; González-Maricahuín; Guerrero- Maricahuín; Maricahuín-Nancuante; Guineo-Maricahuín; Maricahuín-Ibacache; Maricahuin-Almonacid.